# Teratomastax aberrans
Teratomastax aberrans är en insektsart som beskrevs av Marius Descamps 1964. Teratomastax aberrans ingår i släktet Teratomastax och familjen Euschmidtiidae. Inga underarter finns listade i Catalogue of Life.